# Президентские выборы в Буркина-Фасо (1991)
Президентские выборы  состоялись в Буркина-Фасо 1 декабря 1991 года. Действующий президент Блез Компаоре, пришедший к власти в 1987 году в результате военного переворота, был впервые избран на эту должность, набрав более 100 % голосов избирателей, однако явка составила лишь 27,3 %, а 13,5 % бюллетеней были признаны недействительными. В соответствии с принятой на референдуме 1991 года конституцией, выборы должны были быть многопартийными, но оппозиционные партии бойкотировали голосование и не признали его результатов.

## Результаты
|                            | Кандидат                   | Партия                                                | Результат | Результат |
| Голоса                     | Кандидат                   | Партия                                                | %         |           |
| -------------------------- | -------------------------- | ----------------------------------------------------- | --------- | --------- |
|                            | Блез Компаоре              | Организация за народную демократию — Рабочее движение | 750 146   | 100,00    |
| Всего голосов              | Всего голосов              | Всего голосов                                         | 750 146   | 100,00    |
| Недействительные бюллетени | Недействительные бюллетени | Недействительные бюллетени                            | 117 892   | 13,58     |
| Всего бюллетеней           | Всего бюллетеней           | Всего бюллетеней                                      | 868 038   | 100,00    |
| Избиратели / Явка          | Избиратели / Явка          | Избиратели / Явка                                     | 3 179 053 | 27,30     |
| Источник: Nohlen et al.    |                            |                                                       |           |           |